# Phare de Sletringen
Le phare de Sletringen (en norvégien : Sletringen fyr) est un phare côtier de la commune de Frøya, dans le comté et la région de Trøndelag (Norvège). Il est géré par l'administration côtière norvégienne (en norvégien : Kystverket).
Le phare est classé patrimoine culturel par le Riksantikvaren depuis 2000.

## Histoire
Le phare se trouve juste à côté du village de Titran (en) à l'extrémité ouest de la grande île de Frøya. C'est le plus haut phare de Norvège. Le phare est allumé du 21 juillet au 16 mai de chaque année. Il n'est pas allumé pendant l'été en raison du soleil de minuit en Norvège. Le phare est également équipé d'une corne de brume. Une lentille de Fresnel de 1er ordre est toujours utilisée depuis 1923. Le phare a été construit en 1899 et il a été automatisé en 1988.

## Description
Le phare est une tour cylindrique en fonte[réf. souhaitée] de 45 mètres de haut, avec une galerie et une lanterne. La tour est attachée à une maison de gardien de deux étages. La tour est peinte en rouge avec une base blanche et deux bandes blanches horizontales. Son feu principal émet, à une hauteur focale de 46 mètres, deux éclats blancs toutes les 15 secondes. Sa portée nominale est de 18,5 milles nautiques (environ 34 km).
À mi-hauteur de la tour, une lumière secondaire est également située à environ 31,5 m. Ce feu isophase émet un éclat blanc d'une durée de 2 secondes toutes les 4 secondes avec une portée de 14,6 milles nautiques (environ 27 km) ne pouvant être vu que d'un côté de la tour.
Identifiant : ARLHS : NOR-214 ; NF-4468 - Amirauté : L1392 - NGA : 7704.
|                       |
| Le phare (1920-1930). |

|                  |
| Le phare (plan). |

### Lien connexe
- Liste des phares de Norvège